# ベアトリス・ド・マコン (1030年以降没)
ベアトリス・ド・マコン（Béatrice de Mâcon, 968年ごろ - 1130年以降）は、中世フランス貴族の女性。マコン伯オーブリー2世の娘。長子オーブリー1世の出生年からおそらく968年前後以降に生まれたとされる。 

## 生涯
ベアトリスの実母は知られておらず、年代順の理由から、オーブリー2世妃として唯一エルマントルド・ド・ルシーの存在が確認できるが、実の母子である可能性は低い。ベアトリスは、おそらくオーブリー2世と初婚の妻との間に生まれた可能性が高いとされている。ベアトリスの名は、ヴェルマンドワ家とロベール家共通の女性名であり、ベアトリスの母はこれら2家系のいずれかが出身の女性と考えられる。 
975年前後、ベアトリスは最初にヴェクサン・ガティネ伯ジョフロワ1世と結婚したとされ、以下の嫡男をもうけている。
- オーブリー1世ル・トル（985年頃 - 1030年頃） - 湾曲伯（le Tors）と呼ばれる。父ジョフロワ1世の死後、ガティネ伯位を相続した叔父ゴーティエより成人後に伯位を継承。結婚した記録は残っているが、子女の存在は不明。

他、以下2人の子女がいたとされる。
- ジョフロワ（980年頃 - 997年） - セティパニ（英語版）によれば、997年にアボン司教から教皇グレゴリウス5世に宛てた手紙の内容で存在が確認された。
- 名前不明の娘 - 後のマコン伯ギー1世（またはウィドー）妃。夫ギーは彼女の祖父オーブリー2世未亡人エルマントルド・ド・ルシーと再婚相手ブルゴーニュ伯オット=ギヨームの息子である。オーブリー2世は妻エルマントルドとの間に男子をもうけずに死去し、マコン伯領の統治権はエルマントルドと後夫オット＝ギヨームに渡り、後に2人の息子のギーが相続したとされる。

最初の夫ジョフロワ1世は992年から997の間に死去した。未亡人となったベアトリスはその後、一説ではエドゥアール・ド・サンファルからヴェクサン・ヴァロワ・アミアン伯ゴーティエ1世（フランス語版）との再婚を提案されたとされるが、文書によるとこの説は信憑性が低い。 
その後996年から1003年の間にベアトリスはユーグ・デュ・ペルシュと再婚した。2人の間に以下の子女が生まれた。
- ジョフロワ2世フェレオル - 異父兄オーブリー1世ル・トルよりガティネ伯位を継承。アンジュー伯フルク3世の娘エルマンガルド＝ブランシュ・ダンジューとの結婚により、子孫はアンジュー伯から後にエルサレム王及びイングランド王となり、プランタジネット朝の祖先となった。
- リエトー（1050年没） - イェーヴル（フランス語版）領主（1028年 - 1050年）。後のヌムール公家及びシャトー＝ランドン家の祖。

ベアトリスは1030年以降に死去したとされる。 